# Göksenin Köksal
Hüseyin Göksenin Köksal (Trebisonda, 8 gennaio 1991) è un cestista turco.

## Carriera
Con la Turchia ha disputato due edizioni dei Campionati europei (2015, 2017).

## Palmarès
- Campionato turco: 1

Galatasaray: 2012-2013
- Coppa del Presidente: 1

Galatasaray: 2011
- Eurocup: 1

Galatasaray: 2015-2016